# Humor manchego
Humor manchego, o también retranca manchega, es una expresión que se refiere al tipo de humor que hacen los humoristas de la región española de La Mancha, aunque puede estar extendido a regiones limítrofes o de influencia manchega.
Se pueden encontrar quizás los antecedentes del humor manchego en las zonas limítrofes a La Mancha, pues como es común, existen pocos registros históricos del territorio manchego. Podrían buscarse en la Edad Media con dos arciprestes Juan Ruiz, arcipreste de Hita (Libro de buen amor), y Alfonso Martínez de Toledo, arcipreste de Talavera (El corbacho), insufla a Fernando de Rojas en La Celestina y prosigue en el Siglo de Oro con los dos Lazarillos (el anónimo y el irreverentísimo del toledano protestante Juan de Luna), continúa con el gran actor humorístico Alonso de Cisneros, el único que hacía reír a Felipe II, y alcanza su cenit con la obra maestra de Miguel de Cervantes, el Quijote, se extiende al teatro con los entremeses de Luis Quiñones de Benavente y las comedias de Francisco de Rojas Zorrilla y Manuel de León Marchante, prosigue en el siglo XVIII con "el capitán coplero" Eugenio Gerardo Lobo y se vuelve satírico y político en el siglo XIX con la obra de los, ya sí manchegos, Fernando Camborda y Félix Mejía. 
El cómico conquense Juan José Luján crea en 1868 el teatro por horas que es antecedente del género chico, y el manchego dramaturgo y director teatral Ceferino Palencia divulga por España y América sus altas comedias. El siglo XX comienza con la obra ingente del humorista manchego Luis Esteso y López de Haro, primer autor de monólogos y editor de colecciones de chistes y clásicos del humor. A mediados del mismo siglo se identifica con el comediógrafo valdepeñero Francisco Nieva y los demás poetas del postismo (Ángel Crespo, Antonio Fernández Molina, José Fernández-Arroyo, Carlos de la Rica, Federico Muelas) y sus revistas (El Pájaro de Paja y Jueves Postista), así como con las novelas y libros de aforismos de José Luis Coll, los relatos y el costumbrismo de Francisco García Pavón, por ejemplo, en su El jardín de las boinas (1980) y su España en sus humoristas (1966).
Con la transición democrática, el humor manchego se aplicó al cine y obra literaria de uno de los mayores representantes manchegos en el cine, Pedro Almodóvar (Patty Diphusa y otros textos, 1991, etc.), a la canción de autor satírica (Cesáreo) y posteriormente se extendió a los humoristas, especialmente a los televisivos con origen en La Mancha o que se ambientan en modismos lingüísticos, costumbres o personajes populares, rurales y tradicionales manchegos. Entre ellos están los directores de cine Pedro Almodovar y José Luis Cuerda, la ventrílocua Mari Carmen y sus muñecos, José Luis Coll, Millán Salcedo, José Mota, Joaquín Reyes y los demás componentes de Muchachada Nui (Ernesto Sevilla, Pablo Chiapella, Julián López, Raúl Cimas), Aníbal Gómez o Goyo Jiménez.

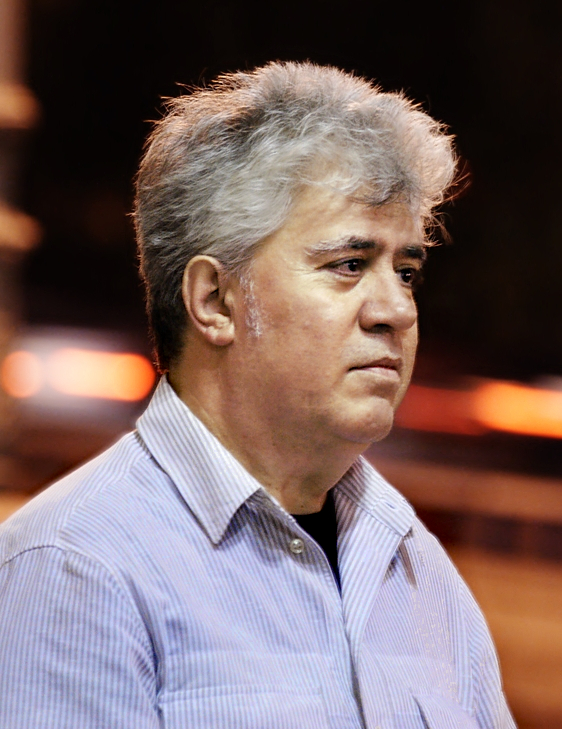
Pedro Almodóvar
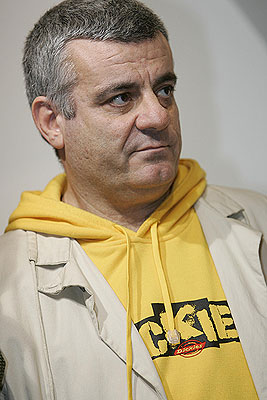
Millán Salcedo
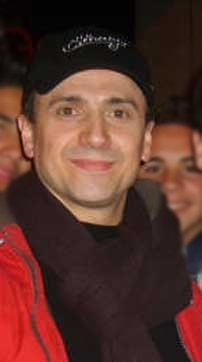
José Mota
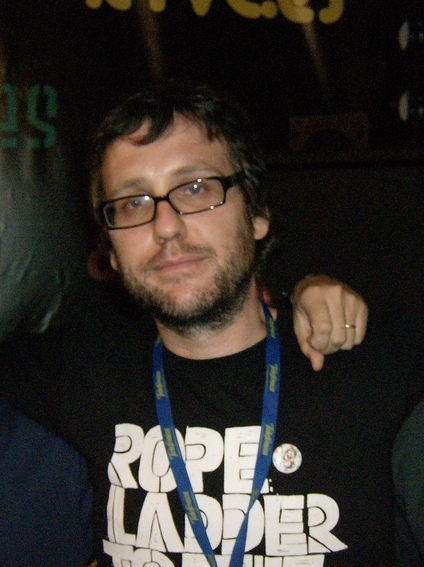
Joaquín Reyes
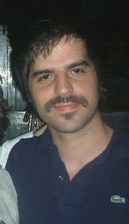
Ernesto Sevilla
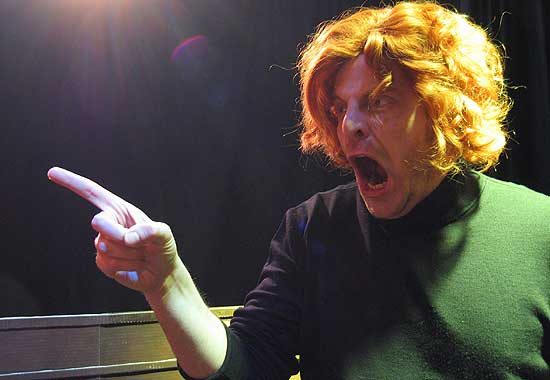
Raúl Cimas
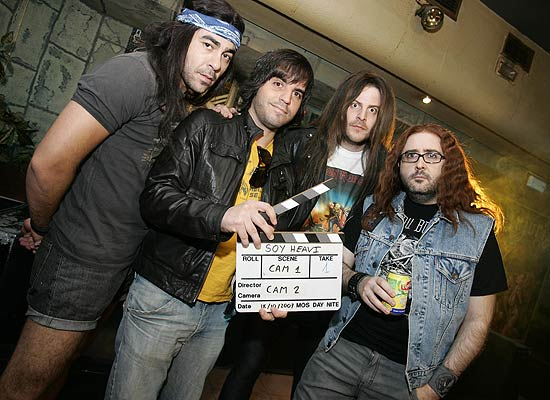
Muchachada Nui